# Duits voetbalkampioenschap 1904/05
1904/05 was het derde Duitse voetbalkampioenschap ingericht door de DFB.
Aan dit seizoen namen elf teams deel, een record tot dan toe. Schlesien Breslau en verdedigend kampioen Leipzig trokken zich terug vanwege de hoge reiskosten

## Deelnemers aan de eindronde
| Club                         | Gekwalificeerd als              |
| ---------------------------- | ------------------------------- |
| SC Schlesien Breslau         | Kampioen van Breslau            |
| SC Alemannia Cottbus         | Kampioen van Braunschweig       |
| Berliner TuFC Union 92       | Kampioen van Berlijn            |
| Dresdner SC                  | Kampioen van Midden-Duitsland   |
| VfB Leipzig                  | Titelverdediger                 |
| Magdeburger FC Viktoria 1896 | Kampioen van Maagdenburg (1)    |
| FC Victoria Hamburg          | Kampioen van Hamburg-Altona     |
| FuCC Eintracht Braunschweig  | Kampioen van Braunschweig       |
| Hannoverscher FC 1896        | Kampioen van Hannover           |
| Duisburger SpV               | Kampioen van Rijnland-Westfalen |
| Karlsruher FV                | Kampioen van Zuid-Duitsland     |

## Eindronde

### Voorronde

#### Eerste ronde
| Datum        | Teams                       | Teams | Teams                | Uitslag              | Stadion                            |
| 9 april 1905 | SC Schlesien Breslau        | –     | SC Alemannia Cottbus | 5:1 (0:0)            | Dresden, Platz des DSC             |
| 9 april 1905 | FuCC Eintracht Braunschweig | –     | Hannoverscher FC 96  | 3:2 n. v. (2:0, 2:2) | Maagdenburg, Platz von Viktoria 96 |

Hoewel Schlesien Breslau met duidelijke cijfers won verzaakten ze een week later om deel te nemen aan de tweede ronde.
Eintracht Braunschweig nam voor de eerst keer deel aan de eindronde en speelde tegen de latere aartsrivaal Hannoverscher FC 96. In de 15de minuut trapte Rudolf Detmar de 1-0 winnen en na een goal van Wilhelm Kämpfer stond het aan de rust 2-0. In de tweede helft scoorden de Brit Stanley Dobinson en Wilhelm Bühring voor Hannover waardoor er verlengingen kwamen. Detmar maakte zijn tweede van de wedstrijd in de 110de minuut. 

#### Tweede ronde
| Datum         | Teams                       | Teams | Teams                    | Uitslag              | Stadion                     |
| 16 april 1905 | FC Viktoria 96 Magdeburg    | –     | SC Schlesien Breslau     | walkover             | Leipzig                     |
| 30 april 1905 | FuCC Eintracht Braunschweig | –     | FC Viktoria 96 Magdeburg | 2:1 n. v. (0:0, 1:1) | Berlijn, BFC Germania Platz |

Na de afzegging van Breslau moest Magdeburg tegen Eintracht Braunschweig spelen om zich te plaatsen voor de kwartfinale. Hans Adam zette Magdeburg op voorsprong, maar zeven minuten later bracht Kurt Hagemann de stand gelijk na een omstreden strafschopt. Er kwamen verlengingen en in de 106de minuut scoorde Wilhelm Kämpfer de winning goal voor Braunschweig. 

### Kwartfinale
| Datum       | Teams                       | Teams | Teams                       | Uitslag   | Stadion                            |
| 7 mei 1905  | FuCC Eintracht Braunschweig | –     | VfB Leipzig                 | walkover  |                                    |
| 14 mei 1905 | Berliner TuFC Union 92      | –     | FuCC Eintracht Braunschweig | 4:1 (0:1) | Maagdenburg, Platz von Viktoria 96 |
| 28 mei 1905 | Karlsruher FV               | –     | Duisburger SV               | 1:0 (1:0) | Hanau, Platz des HFC 93            |
| 28 mei 1905 | Dresdner SC                 | –     | FC Victoria Hamburg         | 5:3 (2:2) | Berlijn, Platz des BFC Germania    |

Leipzig trok zich terug vanwege de hoge reiskosten waardoor Braunschweig tegenstander werd van Berliner TuFC Union, dat daarvoor rechtstreeks voor de halve finale geplaatst was maar nu dus een ronde eerder moest aantreden. Kämpfer zette Braunschweig op voorsprong tot aan de rus, maar al vrij snel na de rust scoorde Alfred Wagenseil en daarna volgde nog twee goals van Willi Pisara en een van Reinhold Bock.
Twee weken later won Karlsruher FV zijn eerste eindrondewedstrijd nadat de club twee jaar op rij meteen verloor. Julius Zinser maakte het winnende doelpunt.
In de laatste kwartfinale scoorde Hermann Garrn al na vier minuten tegen Dresdner SC, echter kon Arno Neumann een kwartier later twee keer scoren op vijf minuten. Kort voor de rust maakte Berthold Hagenah nog gelijk. Na de rust scoorde Reinhard Richter kort na elkaar in de 48ste en 50ste minuut. Max Fricke scoorde voor Victoria nog de aansluitingstreffer, maar Arno Große bracht de stand nog op 5-3. 

### Halve finale
| Datum       | Teams       | Teams | Teams                  | Uitslag   | Stadion              |
| 4 juni 1905 | Dresdner SC | –     | Berliner TuFC Union 92 | 2:5 (0:3) | Leipzig, Radrennbahn |

Na twee goals van Paul Herzog en een goal van Fröhde stond het aan de rust al 0-3. Na de rust scoorde Herzog nog een keer. Reinhard Richter maakte nog twee eerredders en Willi Pisara scoorde ook nog één keer.
Karlsruher FV had een bye voor de halve finale en plaatste zich meteen voor de finale.

### Finale
| Datum        | Teams                  | Teams | Teams         | Uitslag   | Stadion                    |
| 11 juni 1905 | Berliner TuFC Union 92 | –     | Karlsruher FV | 2:0 (1:0) | Keulen, Weidenpescher Park |

Karlsruher FV, dat met twee Nederlanders aantrad, was kansloos tegen BTuFC Union. Alfred Wagenseil scoorde al na zeven minuten en in de 50ste minuut scoorde ook Paul Herzog zijn vierde goal van het toernooi.

## Topschutters

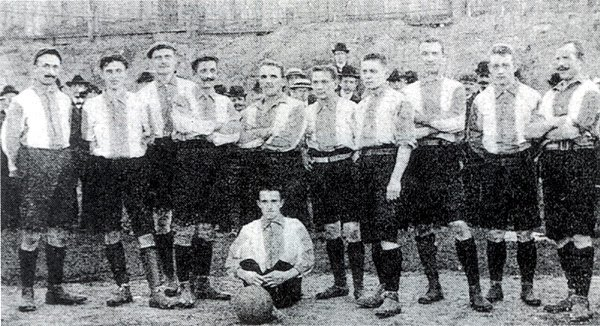
Kampioenenelftal BTuFC Union 1892

|    | Speler           | Club                        | Goals                |
| -- | ---------------- | --------------------------- | -------------------- |
| 1. | Reinhard Richter | Dresdner SC                 | 4 (in 2 wedstrijden) |
| 2. | Paul Herzog      | Berliner TuFC Union 92      | 4 (in 3 wedstrijden) |
| 3. | Wilhelm Kämpfer  | FuCC Eintracht Braunschweig | 3                    |
| 3. | Wilhelm Pisara   | Berliner TuFC Union 92      | 3                    |